# کهورآباد چاه چوپان ۱
کهورآباد چاه چوپان ۱، روستایی در دهستان حومه بخش چاه مرید شهرستان کهنوج در استان کرمان ایران است.

## جمعیت
بر پایه سرشماری عمومی نفوس و مسکن در سال ۱۳۹۵، جمعیت این روستا برابر با ۴۱۲ نفر (۱۱۸ خانوار) بوده‌است.